# Musikjahr 1720
Liste der Musikjahre

◄◄ | ◄ | 1716 | 1717 | 1718 | 1719 | Musikjahr 1720 | 1721 | 1722 | 1723 | 1724 | ► | ►►

Weitere Ereignisse
Dieser Artikel behandelt das Musikjahr 1720.

## Ereignisse

### Johann Sebastian Bach

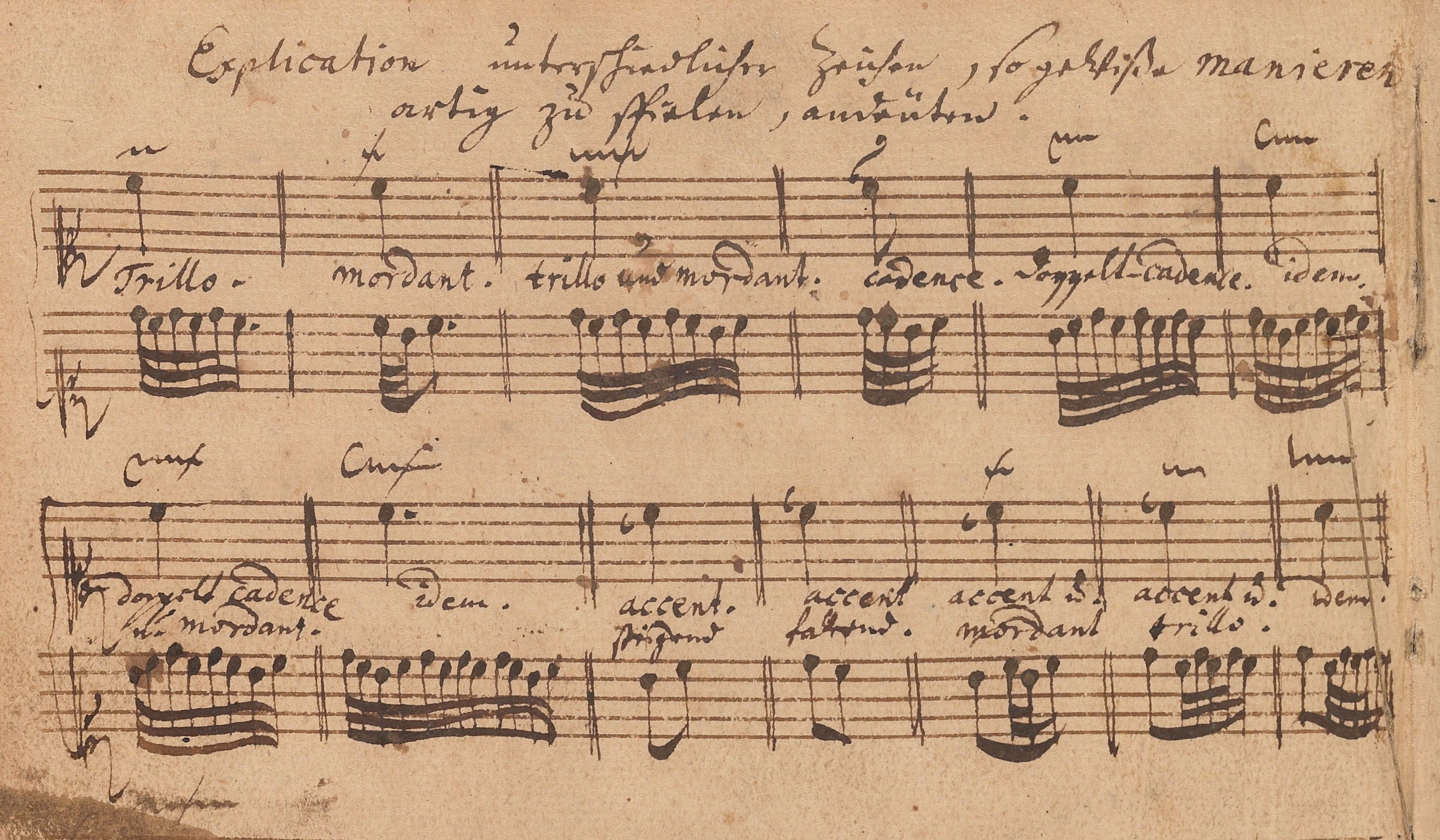
Bachs Erklärung der Verzierungen im Klavierbüchlein für Wilhelm Friedemann Bach

- Johann Sebastian Bach ist seit dem 7. August 1717 Kapellmeister und Director derer Cammer-Musiquen am Hof des Fürsten Leopold von Anhalt-Köthen in Köthen. Bach schätzt den musikalischen jungen Fürsten, der oft als Violinist im Orchester mitwirkt und ihm offenbar auch persönlich nahe steht.
- Bach kann in Köthen für eine hervorragende Kapelle komponieren. Fürst Leopold hat bis zu 17 Musiker angestellt, die zum Teil aus der 1713 aufgelösten Kapelle des preußischen Königs Friedrich Wilhelm I. stammen. Acht der Instrumentalisten, unter ihnen Christian Ferdinand Abel, haben Solistenqualität und den Rang eines Cammermusicus.
- 01. Januar: Bach führt die 1719 entstandene Kantate Dich loben die lieblichen Strahlen der Sonne (BWV Anh. 6) für das Neujahrsfest des Fürstentums Anhalt-Köthen in Köthen erstmals auf.

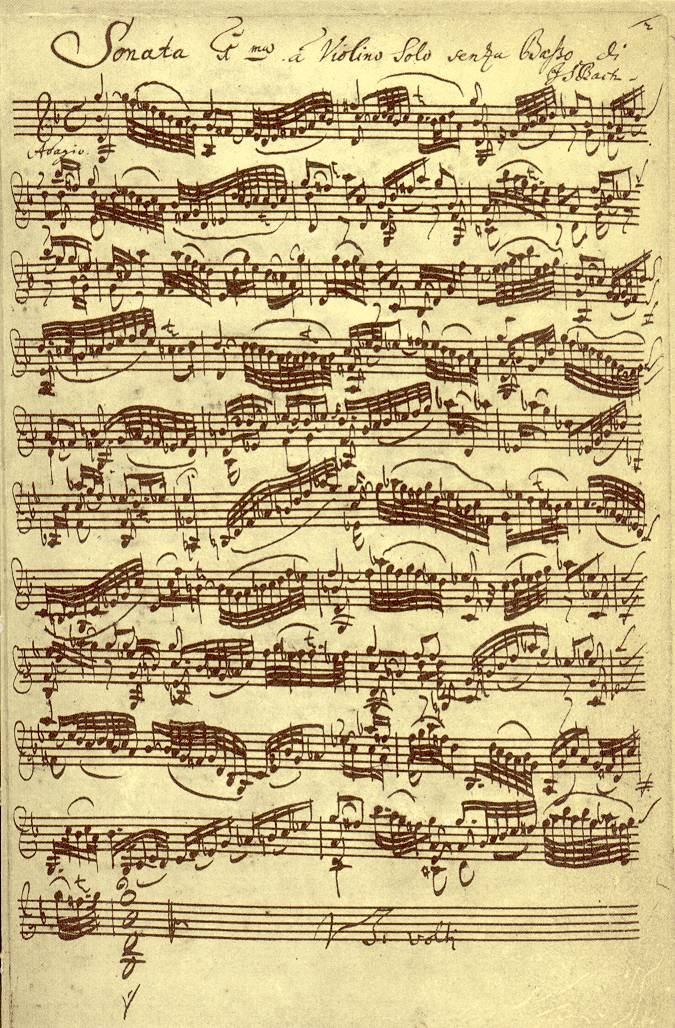
Johann Sebastian Bach – Erste Sonate für Violine Solo: Adagio (Autograph 1720)

- 22. Januar: Als Beitrag zur musikalischen Erziehung seiner Kinder beginnt Bach das Clavierbüchlein für den ältesten Sohn Wilhelm Friedemann, das unter anderem die zweistimmigen Inventionen und dreistimmigen Sinfonien enthält.
- Als Johann Sebastian Bach nach einer zweimonatigen Reise des Hofs aus Karlsbad zurückkehrt, erfährt er, dass seine Gattin Maria Barbara nach kurzer Krankheit gestorben und schon bestattet worden ist.
- Im September 1720 wird die Organistenstelle zu St. Jacobi in Hamburg frei, um die sich Bach beworben hatte. Er wird vom Hamburger Rat zum Probespiel zugelassen, sagt aber ab, wahrscheinlich weil die Übernahme der Stelle mit einer beträchtlichen Kaufsumme verknüpft ist.
- 10. Dezember: Uraufführung der Kantate Heut ist gewiss ein guter Tag (BWV Anh. 7) anlässlich des 26. Geburtstages von Leopold von Anhalt-Köthen.
- Johann Sebastian Bach verfasst in Köthen die Reinschrift der Sonaten und Partiten für Violine solo. Man geht heute davon aus, dass zumindest einzelne Frühfassungen bereits in Weimar (also 1708 bis 1717) entstanden sind. Stilvergleiche zeigen, dass alle Kompositionen in den gut sechs Jahren von 1714 bis 1720 entstanden sind und von Bach anschließend in der kalligraphischen Handschrift zusammengefasst wurden.
- Bach besucht die 1689–1693 von Arp Schnitger in St. Jacobi (Hamburg) um- und teils neu gebaute Orgel mit 60 Registern, vier Manualen und Pedal.

### Georg Friedrich Händel

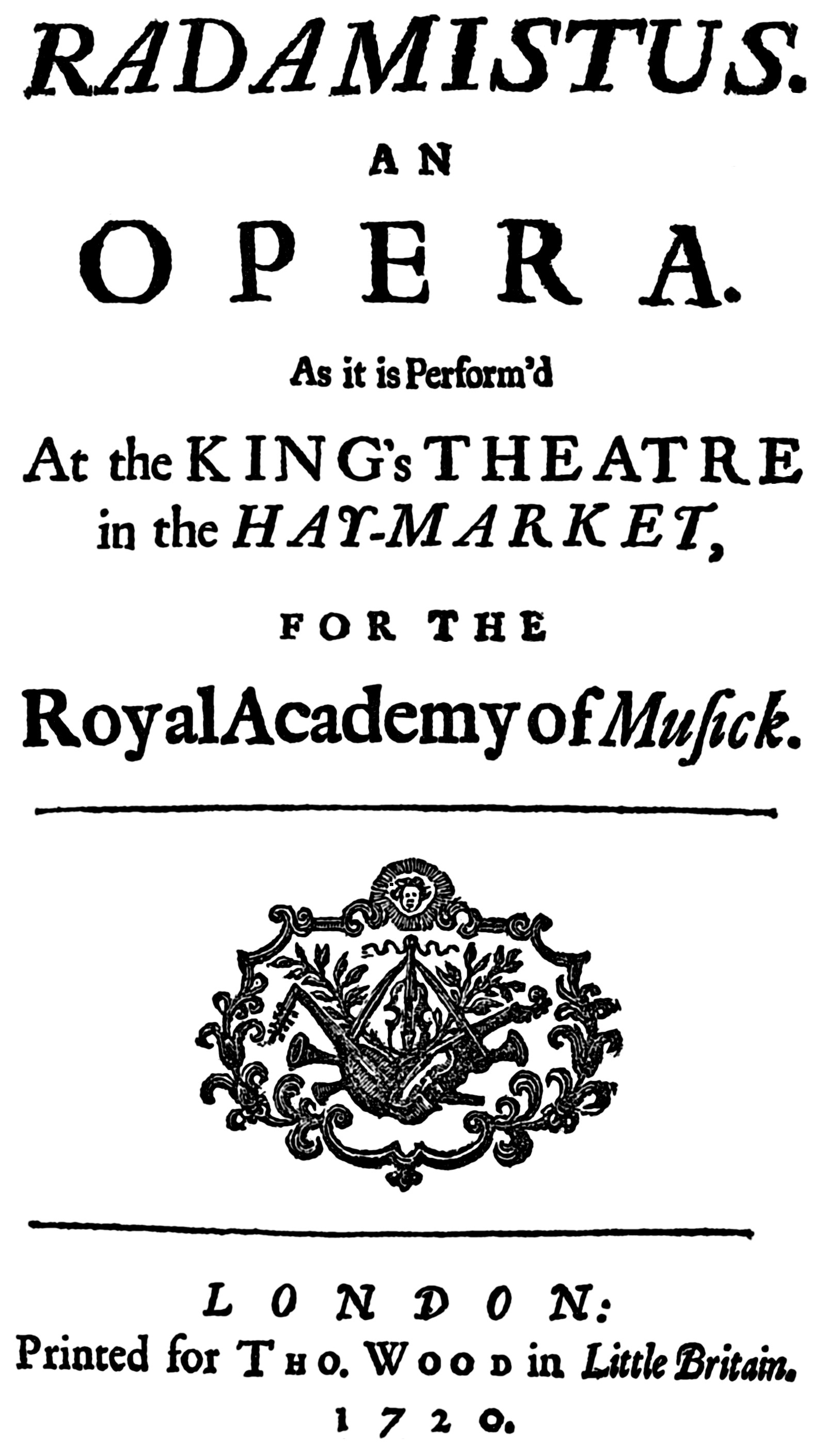
Georg Friedrich Händel – Radamisto – Titelseite des Librettos – London 1720

- Georg Friedrich Händel ist in London als musikalischer Direktor der Royal Academy of Music, eines neuen Opernunternehmens auf Subskriptionsbasis am King’s Theatre, tätig.
- 27. April: Händels erste und sehr erfolgreiche Oper für die neue Opernakademie, Radamisto, wird erstmals in London am King’s Theatre, Haymarket, in Anwesenheit von König George I. aufgeführt. Das Libretto stammt von Nicola Francesco Haym, der sich das Libretto L'Amor tirannico, o Zenobia von Domenico Lalli zum Vorbild genommen hat.
- Neben Händel beschäftigt die Akademie zeitweise noch die Komponisten Giovanni Bononcini und Attilio Ariosti. Das Publikum spaltet sich in Parteien, die sich entweder hinter Händel oder Bononcini stellen. Insbesondere in der Anfangszeit sind Bononcinis Aufführungen erfolgreicher als Händels.
- Händel veröffentlicht im Selbstverlag seine Suites de Pièces pour le Clavecin (1. Sammlung), die unter anderem die bekannten Variationen enthalten, denen man später den Namen The Harmonious Blacksmith („Der harmonische Grobschmied“) gegeben hat.

### Alessandro Scarlatti
- Alessandro Scarlatti, der in Neapel als Kapellmeister der Cappella Reale tätig war, hält sich in den Jahren 1717 bis 1722 überwiegend in Rom auf. Hier wird er die Reihe seiner Opern mit mehreren Werken für das Teatro Capranica abschließen.

### Domenico Scarlatti
- Domenico Scarlatti ist in Lissabon Musiklehrer und Hofkapellmeister am Hofe des frommen und verschwendungssüchtigen Königs Johann V. Scarlatti hat hier vor allem geistliche Vokalwerke zu liefern und schreibt auch einige weltliche Serenatas. Er unterrichtet außerdem den jüngeren Bruder des Königs Dom António (1695–1757) und die an Asthma leidende portugiesische Prinzessin Maria Bárbara de Bragança am Cembalo, die sich als hochbegabte Musikliebhaberin erweist.
- 30. Mai: Domenico Scarlattis Dramma per musica Amor d’un Ombra e Gelosia d’un Aura aus dem Jahre 1714 wird in einer überarbeiteten Fassung unter dem Titel Narciso in London uraufgeführt. Das Libretto stammt von Paolo Antonio Rolli nach der ursprünglichen Version von Carlo Sigismondo Capece.

### Georg Philipp Telemann
- Georg Philipp Telemann ist städtischer Musikdirektor und Kapellmeister der Barfüßer- und Katharinenkirche in Frankfurt am Main. Telemann übernimmt zusätzlich die Organisation der wöchentlich stattfindenden Konzerte sowie verschiedene Verwaltungsaufgaben der vornehmen Stubengesellschaft Zum Frauenstein im Haus Braunfels auf dem Liebfrauenberg, wo er selbst auch wohnt.
- Während seiner Zeit in Frankfurt komponiert Telemann neben den Kantaten Oratorien, Orchester- und Kammermusik, von der ein Großteil veröffentlicht wird, sowie Musik für politische Festakte und Hochzeitsserenaden.
- Telemann komponiert seine Oper Der geduldige Sokrates.

### Antonio Vivaldi
- Antonio Vivaldi ist seit 1718 in Mantua tätig, wo er in Diensten von Prinz Philipp von Hessen-Darmstadt hauptsächlich als Intendant und Opernkomponist arbeitet.
- 26. Oktober: Die Oper La verità in cimento (RV 739, deutsch etwa: „Die Wahrheit auf dem Prüfstand“) von Antonio Vivaldi auf das Libretto von Giovanni Palazzi und Domenico Lalli wird im Teatro Sant’Angelo in Venedig uraufgeführt.

### Weitere biografische Ereignisse
- 28. August: Nicola Antonio Porpora, der seit Juli 1715 am Conservatorio di Sant’Onofrio in Neapel seine Tätigkeit als Gesangslehrer ausübt, präsentiert seinen Schüler Farinelli (Carlo Broschi) erstmals in einer privaten Aufführung im Haus des Principe della Toretta in der Festa teatrale Angelica e Medoro. Der Text stammt vom noch gänzlich unbekannten Pietro Metastasio, der damit als Librettist debütiert. Zu den Sängern gehört auch die berühmte Sopranistin Marianna Benti Bulgarelli, genannt „la Romanina“, die eine wichtige Freundin und Förderin von Metastasio wird.
- Giovanni Bononcini kommt nach London und wird bis 1924 Mitglied der Royal Academy of Music. In London wird er bis 1732 leben und einer der bedeutendsten Rivalen Georg Friedrich Händels sein.
- Johann Joseph Ignaz Brentner lebt bis 1720 in Prag, wo er mehrere seiner Werke veröffentlicht.

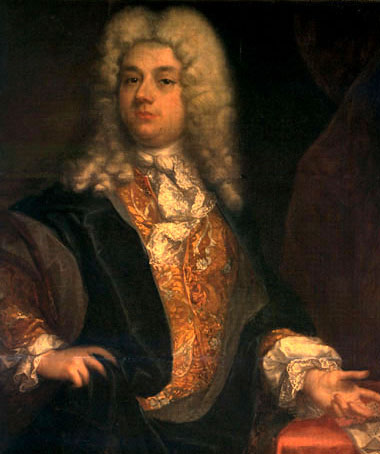
Senesino, um 1720

- Johann David Heinichen schreibt für den Karneval 1720 seine einzige Oper für den Dresdner Hof, Flavio Crispo. Wegen eines Streits mit den beiden am Hofe angestellten Kastraten Senesino und Matteo Berselli kommt das bis auf den Schlusschor bereits fertige Werk nicht zur Aufführung. Kurzerhand entlässt August der Starke die gesamte Opernkompagnie, die Georg Friedrich Händel daraufhin für seine Royal Academy of Music nach London verpflichtet. Senesino kommt erst ein Jahr später nach London und bleibt bis zum Zusammenbruch der Akademie (1728) für eine Gage von letztlich 2000 Pfund pro Jahr.
- Reinhard Keiser ist von Sommer 1719 bis November 1720 in Stuttgart tätig, wo er bei zahlreichen musikalischen Veranstaltungen mitwirkt, aber keine Anstellung finden kann, da man am württembergischen Hof italienische Musiker bevorzugt.
- Benedetto Marcello schreibt seine Satire Il teatro alla moda. Darin tadelt er die Auswüchse des Theaters, seine Gewohnheiten und seinen Schematismus. Seine Kritik betrifft jedoch nur die Äußerlichkeiten eines zur Routine gewordenen Opernbetriebs. Die Gesangsdespotie, das Primadonnen- und Kastratenunwesen haben derart überhandgenommen, dass es für die Musik kaum noch Spielraum gibt und den Komponisten selbst immer mehr und engere Fesseln angelegt werden. Marcellos Satire bringt die Zustände der venezianischen Oper schärfstens auf den Punkt.
- Jean-Baptiste Senaillé wird in die Reihen des von Jean-Baptiste Lully gegründeten Eliteensembles der "Vingt-quatre Violons du Roy" aufgenommen.

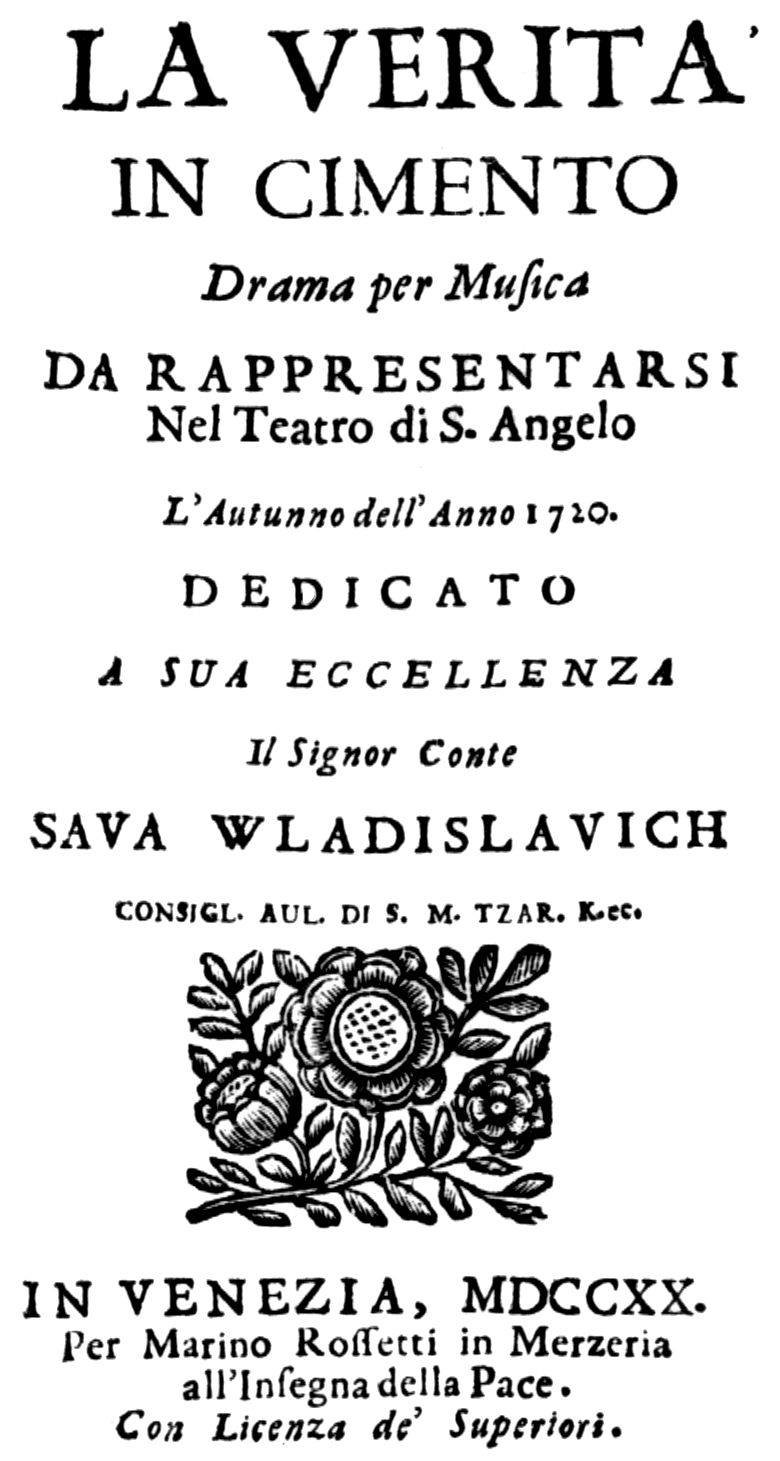
Antonio Vivaldi – La verità in cimento – Titelseite des Librettos – Venedig 1720

### Uraufführungen

#### Bühnenwerke

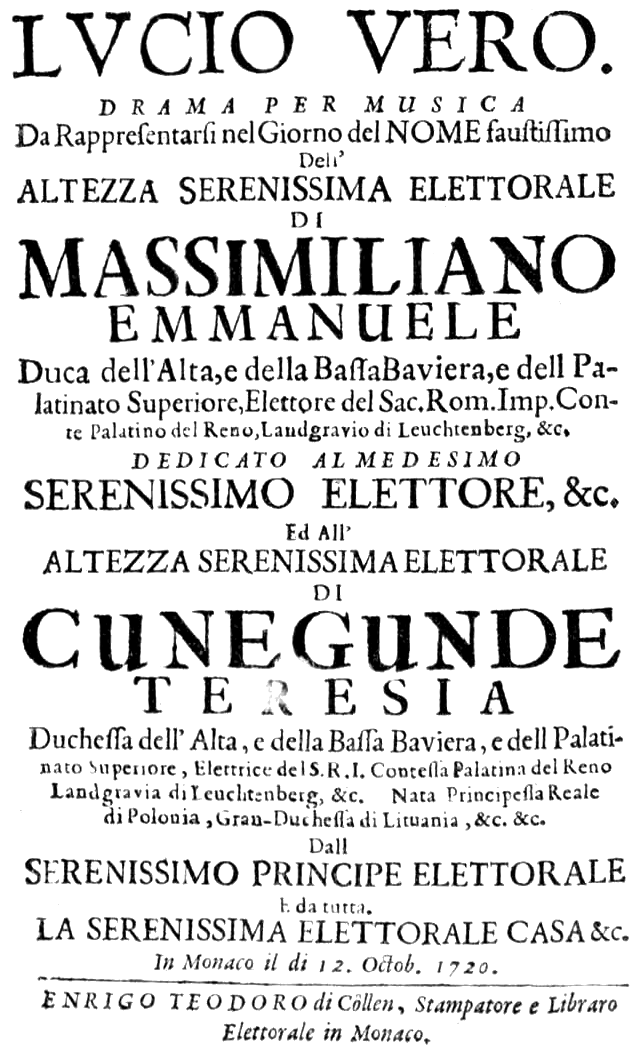
Pietro Torri – Lucio Vero – Titelseite des Librettos – München 1720

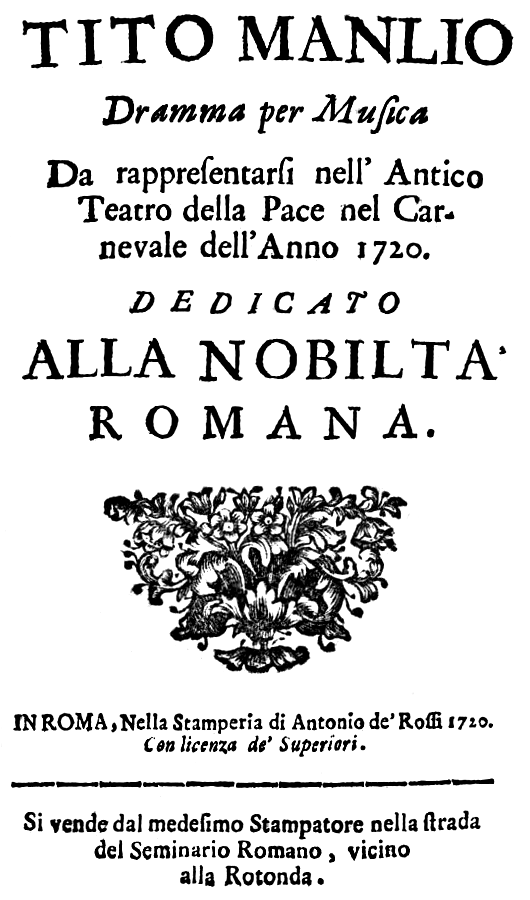
Antonio Vivaldi – Tito Manlio – Titelseite des Librettos – Rom 1720

##### Oper
- 07. Januar: Die Oper Amore e maestà von Francesco Gasparini wird in Rom am Teatro d’Alibert uraufgeführt.
- 20. Januar: Die Oper Teuzzone von Francesco Feo auf das Libretto von Apostolo Zeno wird in Neapel uraufgeführt.
- 00. Februar: Die Oper Il Faramondo von Francesco Gasparini wird in Rom am Teatro d’Alibert uraufgeführt.
- 02. April: Am King’s Theatre in London wird zur Eröffnung der Royal Academy of Music die Oper Numitore von Giovanni Porta unter der Leitung von Georg Friedrich Händel uraufgeführt.
- 19. April: Die Uraufführung des musikalischen Dramas Caio Gracco von Leonardo Leo findet im Palazzo Reale in Neapel statt.
- 27. April: Georg Friedrich Händels Oper Radamisto hat Uraufführung am King’s Theatre, Haymarket in London.
- 30. Mai: Die Oper Narciso von Domenico Scarlatti (überarbeitete Fassung der Oper Amor d’un Ombra e Gelosia d’un Aura) auf das Libretto von Paolo Antonio Rolli nach Capece wird in London uraufgeführt.
- 14. Juli: Das Dramma per musica Eumene von Pietro Torri wird am Hoftheater in München erstmals aufgeführt.
- 04. September: Das anlässlich des Geburtstags von Kaiserin Elisabeth Christine von Braunschweig-Wolfenbüttel am 28. August von Pietro Metastasio geschriebene und von Nicola Antonio Porpora erstmals vertonte Libretto Angelica wird in Neapel uraufgeführt.
- 12. Oktober: Die Oper Lucio Vero von Pietro Torri auf das Libretto von Apostolo Zeno wird am Hoftheater in München uraufgeführt.
- 26. Oktober: Die Oper La verità in cimento (RV 739, deutsch etwa: „Die Wahrheit auf dem Prüfstand“) von Antonio Vivaldi auf das Libretto von Giovanni Palazzi und Domenico Lalli wird im Teatro Sant’Angelo in Venedig uraufgeführt.
- 04. November: Die Uraufführung der Oper Apollo in cielo von Antonio Caldara erfolgt am Hoftheater in Wien.
- 19. November: Die Oper Astarto von Giovanni Bononcini wird in London uraufgeführt.
- 19. November: Die Oper Psiche von Johann Joseph Fux und Antonio Caldara auf ein Libretto von Apostolo Zeno wird in der Wiener Hofburg uraufgeführt.
- Antonio Maria Bononcini – Nino
- Johann David Heinichen – Flavio Crispo (geplant Karneval 1720 Dresden, storniert)
- Leonardo Leo – Caio Gracco
- Antonio Vivaldi[1]
  - Filippo re di Macedonia (RV 715)
  - La Candace o siano Li veri amici (RV 704)
  - Tito Manlio (Pasticcio RV 778, nur dritter Akt von Vivaldi)

##### Ballett
- Uraufführung von La Terpsichore von Jean-Féry Rebel an der Académie Royale in Paris.

#### Oratorium
- Georg Friedrich Händel – Esther (HWV 50a/b, vermutlich am 23. August 1720 in der Residenz Cannons bei London uraufgeführt)
- Johann Mattheson
  - Die durch Christi Auferstehung bestätigte Auferstehung aller Todten (Uraufführung in Hamburg)
  - Das Größte Kind in einem Oratorio auff weynacht (Uraufführung in Hamburg an der Oper am Gänsemarkt)

### Instrumentalmusik

#### Konzerte
- Johann Sebastian Bach
  - Violinkonzert a-Moll BWV 1041 (komponiert um 1720)
  - Violinkonzert E-Dur BWV 1042 (komponiert um 1720)[2]
- Johann Joseph Ignaz Brentner – Horæ pomeridianæ seu concertus cammerales, op. 4 (Prag, sechs Kammerconcerti)
- Antonio Vivaldi – Konzerte, die nicht genau datierbar sind.[1]

#### Kammermusik
- Johann Sebastian Bach – 3 Sonaten für Viola da gamba und Cembalo obligato BWV 1027–1029 (komponiert um 1720?)[2]
- Marin Marais – Sonnerie de Ste-Geneviève du Mont-de-Paris
- Johann Mattheson – Der brauchbare Virtuoso. Zwölf Sonaten für Violine oder Traversflöte & Basso continuo (Druck Hamburg 1720)

#### Violine solo
- Johann Sebastian Bach – Sonaten und Partiten für Violine solo BWV 1001-1006

### Tastenmusik

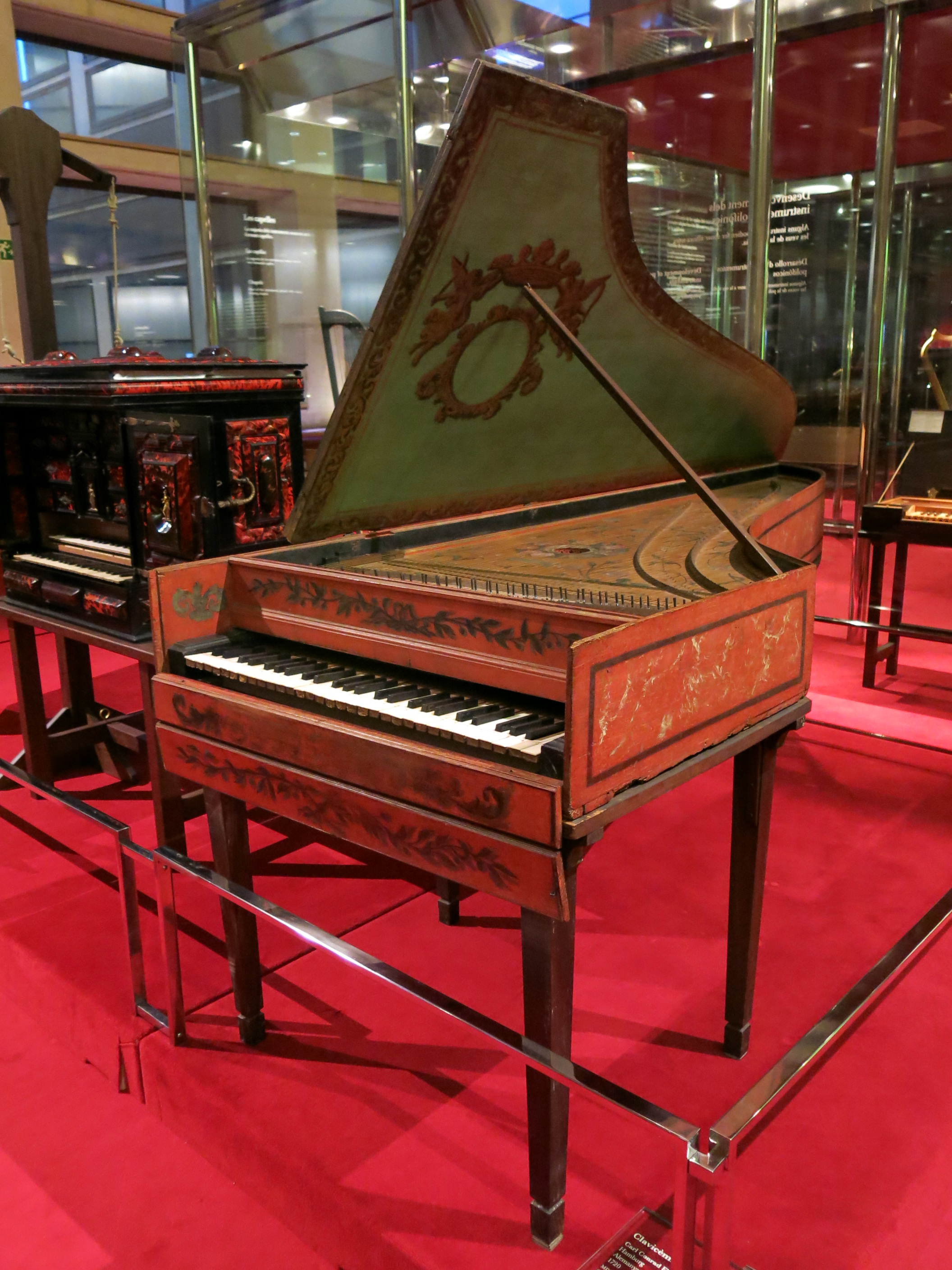
Cembalo von Carl Conrad Fleischer

#### Cembalo
- Johann Sebastian Bach beginnt mit dem Clavier-Büchlein für Wilhelm Friedemann Bach, darin u. a. Frühfassungen der 15 Inventionen (BWV 772–786; hier: „Praeambulum“) und 15 dreistimmigen Sinfonien (BWV 787–801; hier: „Fantasia“), und einiger Präludien aus dem späteren Wohltemperierten Clavier (Teil I, 1722); enthält außerdem Suitensätze von Georg Philipp Telemann, Gottfried Heinrich Stölzel und Johann Christoph Richter.

- Georg Friedrich Händel – Suites de Pièces pour le Clavecin..., Premier Volume (= 8 Cembalosuiten HWV 426-433)[3]

#### Orgel
- Johann Sebastian Bach – Drei Trios (BWV 1027a, komponiert um 1720)[2]

### Vokalmusik

#### Geistlich
- Giuseppe Matteo Alberti – La vergine annunziata, Oratorium (Text: Antonio Zaniboni, Bologna 1720)
- Johann Sebastian Bach[2]
  - Choral Jesu, meine Freude (BWV 753)
  - Kantate Heut ist gewiss ein guter Tag (BWV Anh. 7)
- Michel-Richard Delalande – Miserere mei Deus S. 27 (Grand Motet; überarbeitete und erweiterte Version der Frühfassung von 1687)[4]
- Alessandro Scarlatti – Messa di Santa Cecilia

#### Weltlich
- Johann Sebastian Bach – Kantate Dich loben die lieblichen Strahlen der Sonne (BWV Anh. 6)
- Antonio Vivaldi – Kantate Qual in pioggia dorata (RV 686, komponiert 1718–1720)[1]

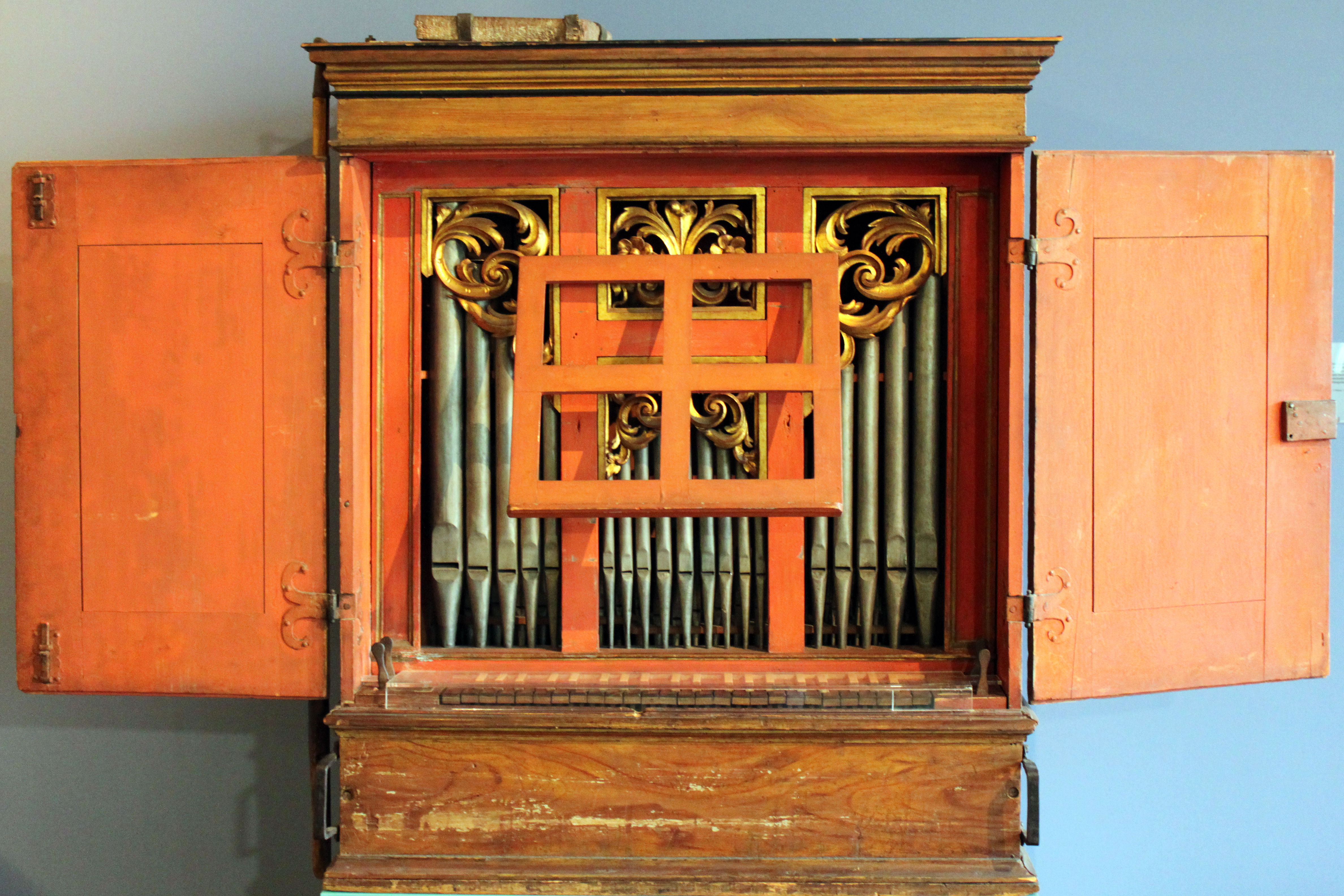
Prozessionsorgel aus Georgenried (Tegernsee)

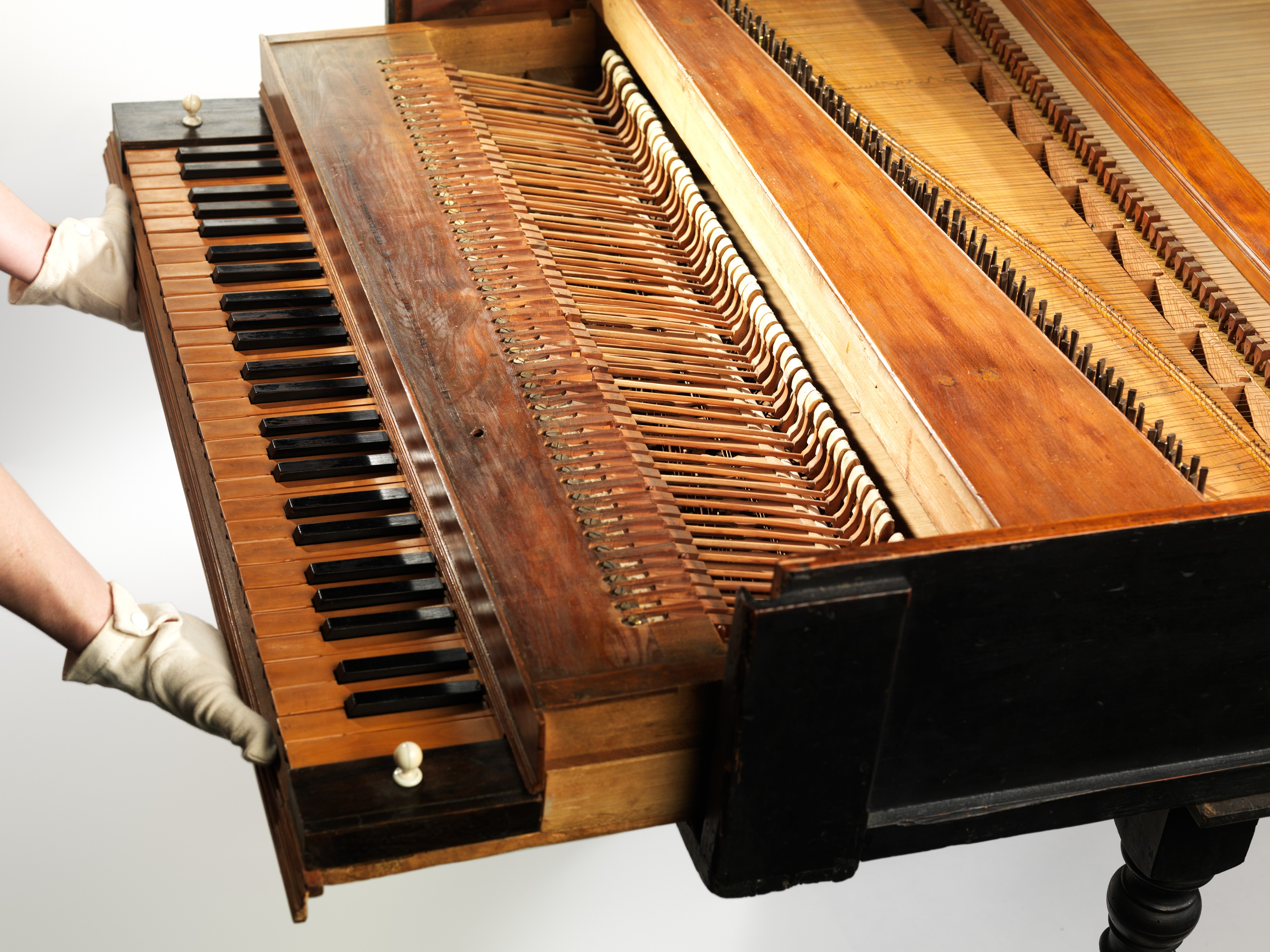
Pianoforte von Bartolomeo Cristofori

### Lehrwerke u. a.
- Benedetto Marcello – Il teatro alla moda (Venedig)
- Johann Mattheson – Der brauchbare Virtuoso (Hamburg)

### Instrumentenbau

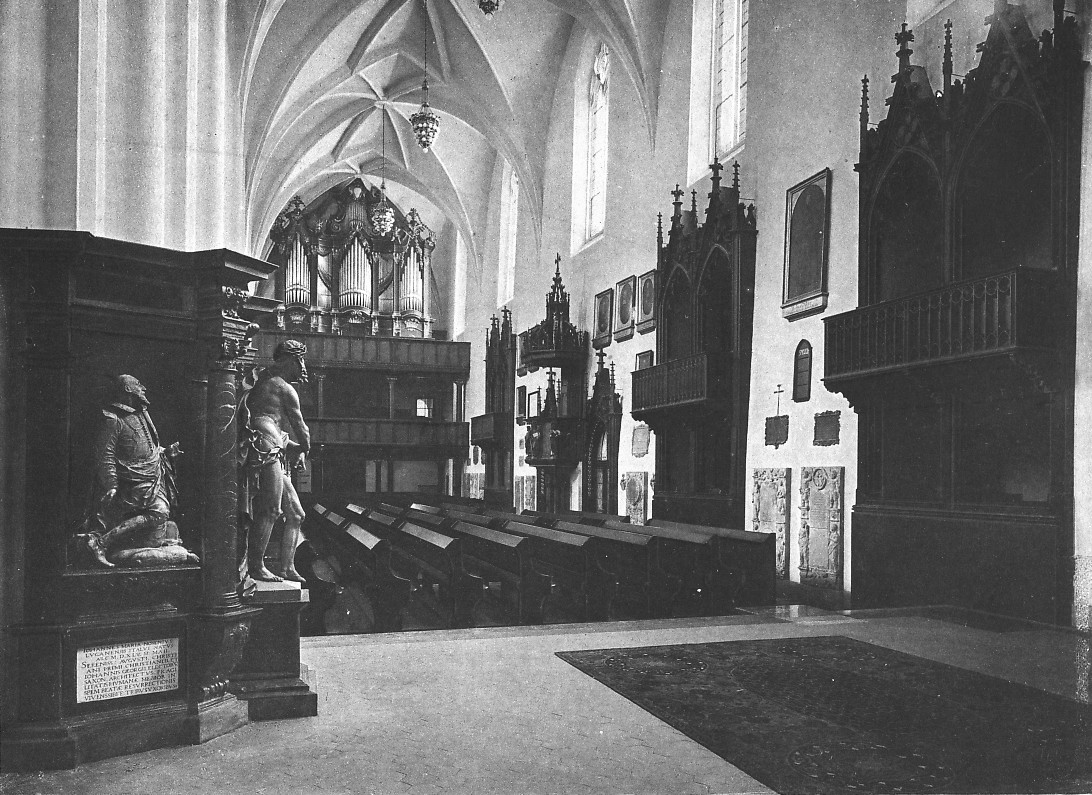
Orgel von Gottfried Silbermann in der Sophienkirche in Dresden

- Bartolomeo Cristofori fertigt ein Pianoforte, das heute im Besitz des Metropolitan Museum of Art in New York ist. Es ist das früheste erhaltene Pianoforte von Cristofori.
- In der Werkstatt von Carl Conrad Fleischer wird ein Cembalo hergestellt, das heute im Besitz des Museu de la Música in Barcelona ist.
- Andreas Silbermann stellt die Orgel für die Protestantische Kirche in Mittelbergheim fertig.
- Gottfried Silbermann
  - vollendet den Bau der Orgel für die Sophienkirche in Dresden.
  - baut die Orgel für die Hofkapelle des Dresdner Residenzschlosses (ehemaliges Opernhaus am Taschenberg) in Dresden
  - erfindet, inspiriert von Regina Gertrud Schwarz (Ehefrau von Johann Ulrich von König), um 1720 das „Clavessin d’amour“ oder „Cimbal d’amour“, ein großes Clavichord.
- In der Werkstatt von Antonio Stradivari werden die Violinen Tartini (ca. 1720–1725), Madrileño, Beckerath und Red Mendelssohn sowie die Bratsche Piatti hergestellt.

## Geboren

### Geburtsdatum gesichert
- 01. Januar (getauft): Johann Christoph Altnickol, deutscher Komponist und Organist (begraben 1759)
- 04. Januar: Johann Friedrich Agricola, deutscher Musiker, Komponist und Musikschriftsteller († 1774)
- 00. Januar: Francesc Mariner, katalanischer Organist und Komponist († 1789)
- 23. Mai: Johann Daniel Schulze, deutscher Orgelbauer († 1785)
- 00. April: Bernhard Joachim Hagen, deutscher Komponist, Violinist und Lautenist († 1787)
- 11. August: Martin Gerbert, deutscher Benediktiner, Theologe, Philosoph, Musikwissenschaftler († 1793)
- 20. August: Bernard de Bury, französischer Musiker, Cembalist und Komponist († 1785)
- 22. September: Adolf Karl Kunzen, deutscher Komponist und Organist († 1781)
- 17. Oktober: Maria Teresa Agnesi Pinottini, italienische Komponistin und Cembalistin († 1795)
- 10. November: Martin Baur, altösterreichischer Orgelbauer († 1805)
- 11. November: Franz Bernhard von Keeß, österreichischer Jurist und Dirigent († 1795)
- 16. November: Carlo Antonio Campioni, italienischer Violinist, Komponist und Kapellmeister († 1788)
- 13. Dezember: Carlo Gozzi, italienischer Theaterdichter († 1806)
- 25. Dezember: Anna Maria Pertl, Mutter von Wolfgang Amadeus Mozart († 1778)

### Genaues Geburtsdatum unbekannt
- Giovanni Battista Andreoni, italienischer Opernsänger († 1797)
- Giovanna Astrua, italienische Opernsängerin († 1757)
- Paul Frölich, deutscher Orgelbauer in Preußen und Kurland († nach 1774)
- José Herrando, spanisch-valencianischer Violinist und Komponist († 1763)
- Nicolaus Jantzon, deutscher Orgelbauer († 1791)
- Francesc Manalt i Calafell, katalanisch-spanischer Violinist und Komponist († 1759)

### Geboren vor 1720
- Johann Michael Schmid, deutscher Komponist und Kapellmeister böhmischer Herkunft († 1792)

### Geboren um 1720
- Abraham Adams, englischer Organist († nach 1760)
- Johann Friedrich Ferstl, altösterreichischer Orgelbauer († 1785)
- Joan Baptista Pla, spanischer Komponist und Oboist († um 1773)
- Johann Georg Schürer, böhmischer Musiker und Komponist († 1786)
- Johann Schobert, deutscher Komponist, Pianist und Cembalist († 1767)

## Gestorben

### Todesdatum gesichert
- 26. März: Pietro Giovanni Guarneri, italienischer Geigenbauer aus der Cremoneser Geigenbauerdynastie Guarneri (* 1655)
- 23. April (beerdigt): Hinrich Klausing, deutscher Orgelbauer (* 1642 oder 1643)
- 14. Juni: Johann Zacharias Grundig, Kreuzkantor in Dresden (* 1669)
- 21. Juni: Johann Christoph Rothe, deutscher Musiker und Komponist (* um 1653)
- 07. Juli (beerdigt): Maria Barbara Bach, deutsche Sängerin (Sopran), Ehefrau Johann Sebastian Bachs (* 1684)
- 27. Juli: Johann Samuel Welter, deutscher Komponist (* 1650)
- 26. November: Johann Theodor Herold, deutscher Lautenist und Komponist (* um 1660)
- 20. oder 25. Dezember: Joachim Friedrich Haltmeier, deutscher Jurist, Kantor, Autor und Komponist (* 1668)

### Genaues Todesdatum unbekannt
- Pietro degli Antonii, italienischer Komponist und Kapellmeister (* 1639)
- Antonia Bembo, italienische Komponistin und Sängerin (* um 1640)
- Demoiselle Conradi, deutsche Sängerin und Star der Hamburger Oper (* unbekannt)
- Joachim Kayser, deutscher Orgelbauer (* unbekannt)
- Isidre Roi, spanischer Komponist, Harfenist und Chormeister (* 1655 oder 1656)